# 艾弗

艾弗

艾弗（Aife，爱尔兰语：Aoife，发音为“伊菲厄”）是爱尔兰神话《阿尔斯特史诗》中的一位角色，出现在“求婚埃瓦尔”（The wooing of Emer）和“伊菲厄独子之死”（The death of Aífe's only son）传奇中。据说她居住在称为阿尔皮（Alpi）的大陆东方，通常被理解是指苏格兰的阿尔巴（Alba）；或居住在「勒塔」（Letha-阿莫里卡半岛），她与女武士斯卡塔赫（Scathach）既是姐妹，也是对手，她们都是Ardgeimme的女儿。

## 神话
传说乌拉德（Ulaid）英雄库胡林（Cuchulainn）在斯卡塔赫（Scathach）的军队中学习武艺，本领日渐高强。当斯卡塔赫与艾弗爆发战斗时，斯卡塔赫因担心库胡林会在战场上受伤，暗中给他喝下了沉睡之药，不让他参加战斗。通常这种药水一般人喝下会沉睡二十四小时，但库胡林对大多药品免疫，只睡了一个小时就醒了，并立刻加入了战斗，连败艾弗手下六名勇士。渐渐不支的艾弗提出要与斯卡塔赫单挑。但斯卡塔赫此时负伤，因此由库胡林顶替。在决斗前，库胡林向斯卡塔赫询问艾弗最爱之物是什么，斯卡塔赫回答说是她的战车和战马。决斗开始，艾弗一击打碎了库胡林的长剑。然而库胡林突然一声长啸，震惊了艾弗的战马，战马拉着战车坠落悬崖。就在艾弗转身去看的一刻，库胡林紧紧抓住艾弗，一个背跤将她摔倒在地，然后走到她身边，将刀架在她的脖子上，艾弗只得向库胡林求饶，库胡林于是向艾弗提出了三个条件：不再与斯卡塔赫为敌；与他共度一宵；为他生一个儿子。
在库胡林离开怀孕的艾弗准备返回爱尔兰之时，他留下一枚金戒指以送给孩子，并告诉艾弗，等孩子七岁时让他到爱尔兰来找他，但他不能将自己的身份告诉任何人。该故事在“伊菲厄独子之死”中被再次采用。当这位名叫孔莱赫（Connla）的男孩，依照库胡林留下的话来到爱尔兰后，他施展的各种本领使乌拉德人产生了警惕。由于他不肯表明自己的身份，库胡林与他厮杀起来并用“盖伊·博尔格”（Gáe Bolg）长矛杀死了他，等库胡林认出所他带的指环时，已为时太晚，他杀死了自己唯一的儿子。

## 脚注
- 艾弗（Aífe），中文又译“艾菲”或“奥伊菲”、“奥伊芙”、“乌伊芙”。
- 斯卡塔赫（Scathach），“影之国”（Isle of Skye）女王，中文又译“斯卡哈”、“斯科扎奇”。
- 库胡林（Cuchulainn），中文又译“库胡兰”、“库丘林”或“库弗林”、“库夫林”、“库赫兰”、“古奇连”。
- 孔莱赫（Connla），中文又译“肯拉克”或“康拉”。